# Wellensiek (Bielefeld)
Der Wellensiek ist sowohl eine Straße als auch eine Wohnsiedlung in Bielefeld. Sie wurde unter dem Einfluss der Gartenstadtidee ab 1927 gebaut und ist in weiten Teilen denkmalgeschützt. Innerhalb Ostwestfalen-Lippes gilt sie diesbezüglich als Mustersiedlung und durch ihren Erhaltungszustand als einmalig. Sie ist ein Beispiel für den gemeinnützigen Wohnungsbau in der Weimarer Republik. Der Wellensiek ist auch ein statistischer Bezirk der Stadt Bielefeld im Stadtbezirk Dornberg.

## Vorgeschichte

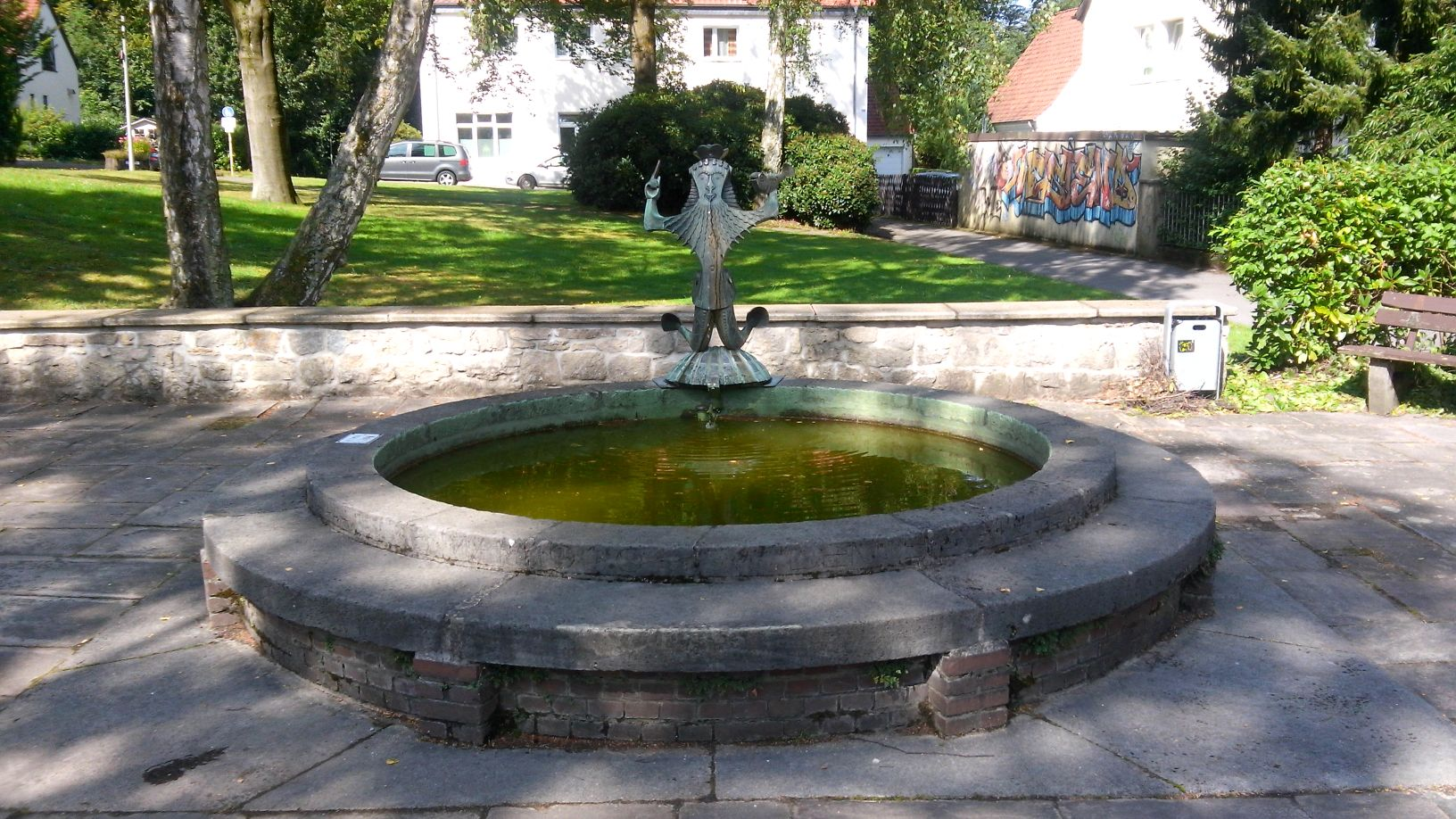
Wassermannbrunnen im Wellensiek

Das Gebiet des Wellensieks lag zu Beginn des 20. Jahrhunderts noch relativ weit außerhalb der Stadt Bielefeld und gehörte zum Amt Dornberg. Die Fläche wurde landwirtschaftlich genutzt, hauptsächlich durch den bereits 1550 erwähnten und circa 60 Morgen großen Hof Wellhöner. Die Bewirtschaftung dieses Hofes durch die Familie fand nach dem Ersten Weltkrieg ein Ende, da der Erbe Heinrich junior an der Westfront fiel und sein Vater Heinrich senior zur Tochter nach Sundern zog. Das Land wurde verpachtet. Am 28. Januar 1927 kaufte die Ravensberger Heimstättengesellschaft (RHG) – heute zur LEG gehörig – das Gelände. Nach längeren Verhandlungen mit der Gemeinde Grossdornberg erfolgte 1930 die Eingemeindung in die Stadt Bielefeld. Das Bielefeld-Gesetz ordnete 1973 die Region neu und der Wellensiek kam dadurch wieder zu Dornberg – jetzt Stadtbezirk der Großstadt Bielefeld. 

## Planung und Bau

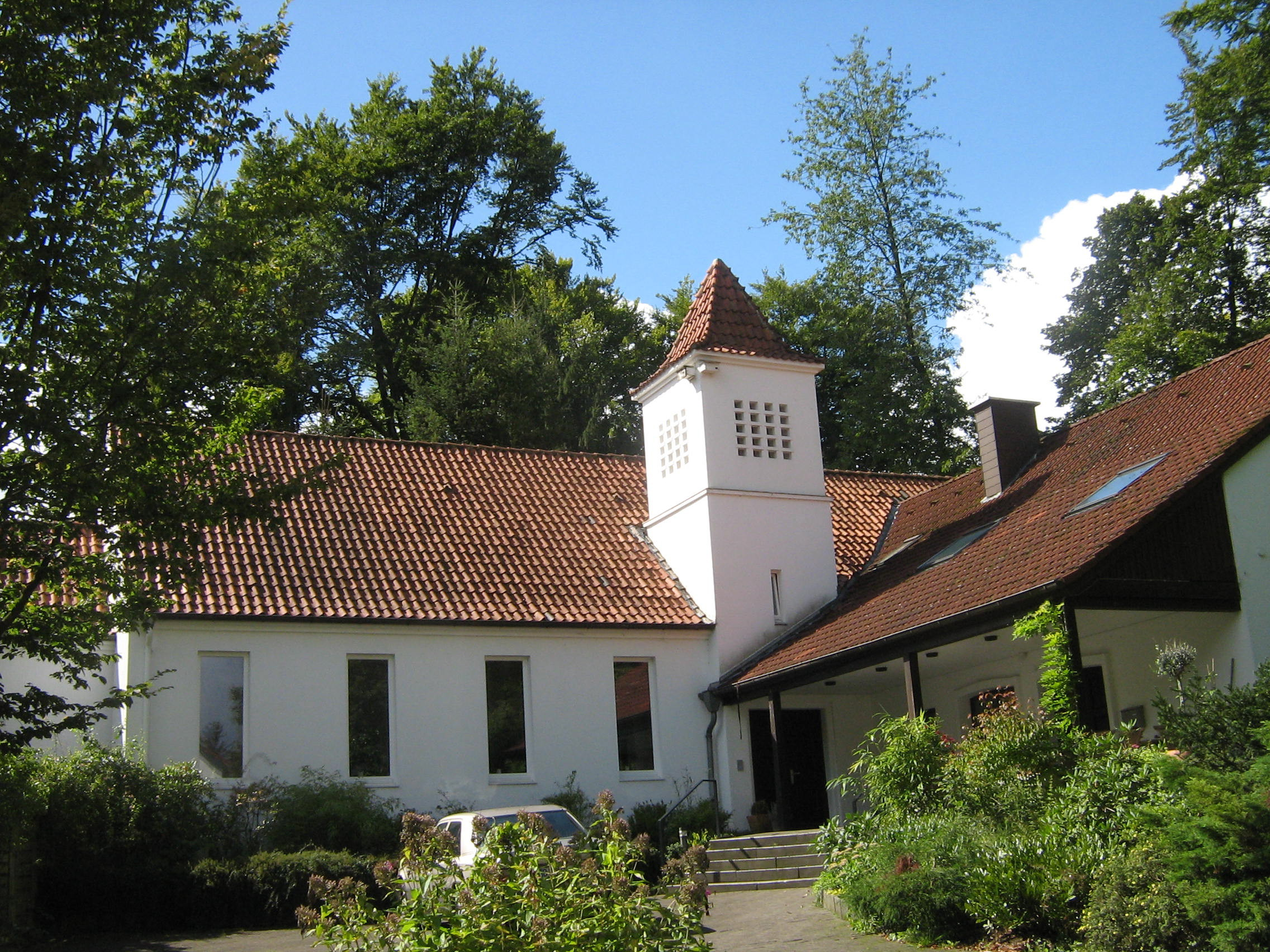
Ehemalige Christuskirche

Nach der Verabschiedung des preußischen Wohnungsgesetzes am 28. März 1918 und der damit einhergehenden finanziellen Förderung des gemeinnützigen Bauens, einer Vorläuferidee des sozialen Wohnungsbaus, wurden an vielen Orten Preußens entsprechende Gesellschaften gegründet. Die RHG wurde als Tochtergesellschaft der Westfälischen Heimstättengesellschaft, die 1918 in Münster gegründet wurde, 1922 ins Handelsregister eingetragen und sah entgegen den Regeln der Muttergesellschaft auch die eigenständige Schaffung von Wohnraum als ihren Zweck an. Hierzu sollte das Gebiet des Wellensieks dienen. Zunächst wurden 334 Wohnungen geplant. Die Gesamtzahl wurde jedoch aufgrund des gestiegenen Bedarfs der wachsenden Stadt auf 529 Wohnungen erhöht, 24 Einfamilienhäuser wurden zum Verkauf gebaut. Der überwiegende Teil sollte dabei in Zweifamilienhäusern untergebracht werden. Finanziert wurde der Bau durch Zuschüsse der Stadt in Höhe von 1200 RM je Wohnung. Außerdem übernahm die Stadt die Kosten für den Bau einer Schule und für Kreditzinsen der RHG. Die Ausgaben der Stadt beliefen sich insgesamt auf 543.300 RM. Entlang einer Hauptachse, die sich mittig teilte, wurden die Häuser vom Architekten Bernhard Kramer geplant und ab 1928 errichtet. Die Häuser wurden mit Bimsbeton und roten Hohlziegeln gebaut und per Torkretverfahren verputzt. 1930 konnte der Erstbezug stattfinden. Auch die Schule war fertiggestellt. Im Laufe der Zeit kamen ein Laden und ein Postamt hinzu. Entsprechend der Gartenstadtidee waren alle Grundstücke mit Vorder- und Hintergärten ausgestattet. Auch die lockere Bebauung und Bepflanzung sollte das Wohnen im Grünen unterstreichen. Nicht zuletzt sollte den Bewohnern eine Möglichkeit der Selbstversorgung gegeben werden. Gestalterisch wurde der Hauptplatz durch eine Sitzgruppe und den Wassermannbrunnen aufgewertet. An den Rändern des Geländes entstanden ab 1939 die katholische Heilig-Geist-Kirche sowie die evangelische Christuskirche. Letztere befindet sich inzwischen nicht mehr in Gemeindebesitz und wird als Veranstaltungsraum genutzt, die Heilig-Geist-Kirche als serbisch-orthodoxe Basiliuskirche. Zusammen mit der Eingemeindung nach Bielefeld erfolgte auch eine innerstädtische Verkehrsanbindung. An der Wertherstraße wurde eine Buswendestelle gebaut. Sie war für 20 Jahre (1944–64) Endpunkt einer Oberleitungsbus-Linie.

## Heutige Situation

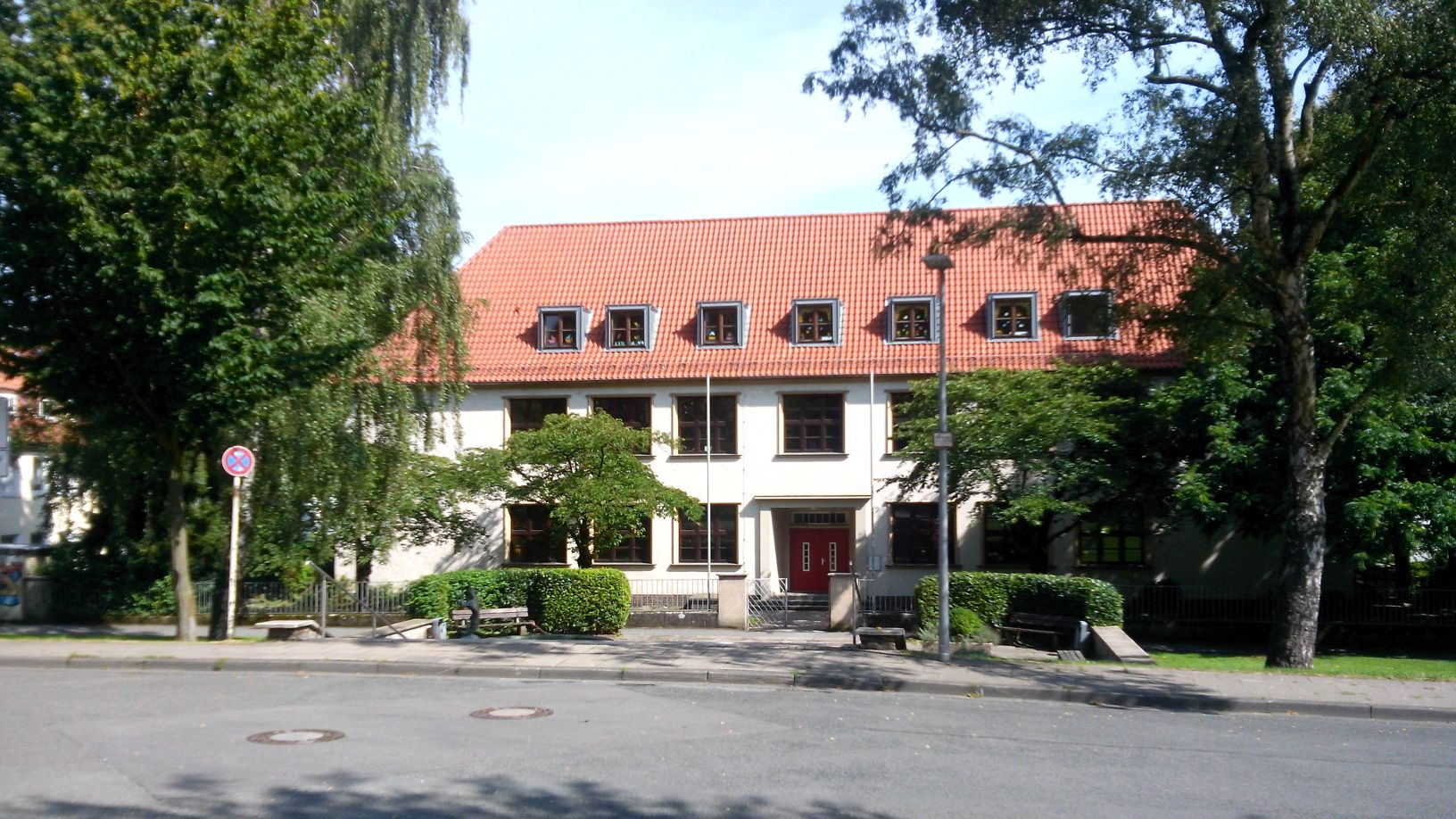
Die Wellensiekschule

In unmittelbarer Nähe wurde ab Ende der 1960er Jahre das zentrale Gebäude der Universität errichtet. Durch diese Nachbarschaft und die Ausweitung der Bielefelder Siedlungsfläche Richtung Westen, vor allem aber den Ausbau der verkehrstechnischen Anbindung – zunächst durch Buslinien, dann durch die Stadtbahnlinie 4 – ist der Wellensiek inzwischen gewissermaßen in die Stadt gerückt. Rund vier Jahrzehnte nach der Uni-Eröffnung erfolgten Erweiterungsbauten sowie der Neubau der Fachhochschule nördlich des Wellensiek, der nun unmittelbar an den neuen Hochschulcampus grenzt. Die lockere im Großteil denkmalgeschützte Bebauung, das einheitlich erhaltene Straßenbild und die Begrünungen begründen seinen Ruf als beliebtes Wohnquartier. Aktuelle Bewertungen der Immobilien weisen ihn als im Bundesvergleich überdurchschnittlich rentabel aus. Innerhalb Bielefelds liegt er bezogen auf die Kaufpreise im mittleren Preissegment. Ein Großteil des Wohnraums gehört der LEG Immobilien, die Einfamilienhäuser überwiegend anderen Privatpersonen.

## Einwohner

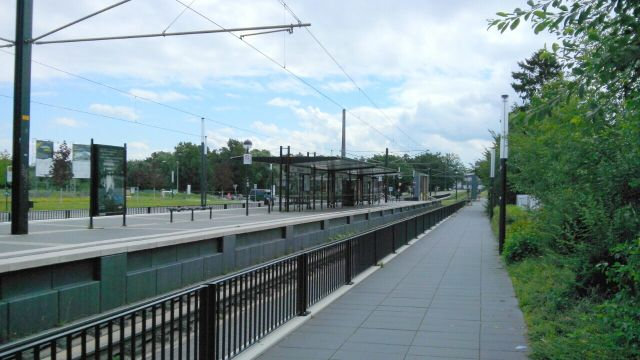
Stadtbahnstation Wellensiek am Rand der Siedlung

Von den über 500 Wohnungen wurden zunächst nur 470 bezogen. Dies lag vor allem an der Lage des Wellensieks, der ohne adäquate Bus- oder Straßenbahnanbindung ungünstig weit vor der Stadt lag. Gerade die ärmeren und immobileren Bevölkerungsschichten empfanden das Wohnen dort als nicht attraktiv. Auch mussten Anteile in Höhe von 500 RM gezeichnet werden, die zwar verzinst wurden, aber dennoch eine Belastung darstellten. Gleichzeitig erhöhte sich jedoch durch die demographische Entwicklung der Druck auf den Wohnungsmarkt. Im Zuge der Weltwirtschaftskrise stieg auch die Nachfrage nach günstigem Wohnraum weiter an, sodass nach und nach alle Wohnungen vermietet werden konnten. Ebenso wurde eine Buslinie mit Stundentaktung eingerichtet. Die Mietpreise lagen für Erdgeschosswohnungen bei 68 RM und für Obergeschosswohnungen bei 78 RM. Zu den Erstbewohnern gehörten 361 Familien, von denen 67 mehr als drei Kinder hatten. 1939 waren es nur noch 336 Familien, von denen allerdings 122 mehr als drei Kinder unterbringen mussten. Diese Zahlen zeigen die Bedeutung des Wellensieks als Wohnort für relativ Ärmere, was auch dazu führte, dass das Areal lange ein schlechtes Ansehen in Bielefeld hatte. Nach dem Zweiten Weltkrieg, den der Wellensiek praktisch unbeschadet überstand, betrug die Bevölkerungszahl 1950 2380 und sank bis 1970 auf 1450. Neben der allgemeinen demographischen Entwicklung spiegelte sich in der sinkenden Einwohnerzahl der Wunsch vieler Familien nach einem Eigenheim wider. Durch den gestiegenen Wohlstand war dies für sie auch finanziell erreichbar. 2014 hatte der statistische Bezirk 916 Einwohner mit einem Altersdurchschnitt von 38,76. Bemerkenswert ist die Senkung dieses Wertes seit 2000 (41,63). Deutlich wird daran zum einen die Tendenz zu mehr Einpersonenhaushalten und andererseits sicher auch die direkte Nachbarschaft der Universität und der entsprechenden Nachfrage von Wohnraum durch jüngere Bevölkerungsschichten.

## Sonstiges
Es existiert mit dem VfR Wellensiek auch ein Sportverein des Quartiers.
Die ehemalige Kirchsaal der Christuskirche bietet heute als „Haus Wellensiek“ viele Möglichkeiten für kulturelle, gesellschaftliche und kommerzielle Veranstaltungen.